# Simone Consonni
Simone Consonni (Ponte San Pietro, 12 september 1994) een Italiaans weg- en baanwielrenner die sinds 2024 rijdt voor Lidl-Trek.

## Carrière
In 2015 werd hij tweede op het beloftenwereldkampioenschap op de weg, achter Kévin Ledanois. Twee weken eerder tekende hij zijn eerste profcontract bij Lampre-Merida, dat in zou gaan per 2017. Als amateur reed Consonni voor Team Colpack. Zijn jongere zus Chiara is ook wielrenster.

## Baanwielrennen

### Palmares
| Jaar     | NK                                                       | EK                   | WK                             | Overig                                |
| Junioren | Junioren                                                 | Junioren             | Junioren                       | Junioren                              |
| -------- | -------------------------------------------------------- | -------------------- | ------------------------------ | ------------------------------------- |
| 2011     | Ploegenachtervolging · Ploegkoers                        |                      |                                |                                       |
| 2012     | Ploegenachtervolging · Achtervolging                     |                      |                                |                                       |
| Beloften |                                                          |                      |                                |                                       |
| 2015     |                                                          | Ploegkoers           |                                |                                       |
| 2016     |                                                          | Ploegenachtervolging |                                |                                       |
| Elite    |                                                          |                      |                                |                                       |
| 2013     | Omnium · Ploegenachtervolging                            |                      |                                |                                       |
| 2014     | Ploegkoers · Ploegsprint · Ploegenachtervolging · Omnium |                      |                                |                                       |
| 2015     |                                                          | Afvalkoers           |                                | Fiorenzuola: Puntenkoers              |
| 2016     | Omnium                                                   | Ploegenachtervolging |                                |                                       |
| 2017     |                                                          | Ploegenachtervolging | Ploegenachtervolging           |                                       |
| 2018     |                                                          |                      | Ploegenachtervolging · Omnium  |                                       |
| 2019     |                                                          | Ploegenachtervolging |                                | Zesdaagse van Londen                  |
| 2020     |                                                          |                      | scratch · Ploegenachtervolging |                                       |
| 2021     |                                                          |                      |                                |                                       |
| 2022     |                                                          |                      |                                |                                       |
| 2023     |                                                          |                      | Ploegenachtervolging           |                                       |
| 2024     |                                                          | ploegenachtervolging |                                | Olympische Zomerspelen: · Koppelkoers |

## Wegwielrennen

### Overwinningen
2015
La Côte Picarde
2016
 Italiaans kampioen op de weg, Beloften
Trofeo Città di San Vendemiano
2017
Jongerenklassement Driedaagse van De Panne-Koksijde
2018
1e etappe Ronde van Slovenië
2022
Parijs-Chauny
2023
5e etappe Ronde van Saoedi-Arabië
2025
1e etappe Ronde van Valencia (TTT)

### Resultaten in voornaamste wedstrijden
| Jaar | Ronde van Italië | Ronde van Frankrijk | Ronde van Spanje |
| ---- | ---------------- | ------------------- | ---------------- |
| 2017 |                  |                     |                  |
| 2018 |                  |                     | 147e             |
| 2019 | 131e             |                     |                  |
| 2020 | 115e             | 112e                |                  |
| 2021 | 110e             |                     |                  |
| 2022 | 121e             |                     |                  |
| 2023 | 111e             |                     |                  |
| 2024 | 123e             |                     |                  |
| 2025 |                  | 160e (laatste)      |                  |

| Jaar | Milaan-San Remo | Gent-Wevelgem | Ronde van Vlaanderen | Parijs-Roubaix | Ronde van Lombardije | Bretagne Classic | Parijs-Tours |  | Wereldranglijsten |
| ---- | --------------- | ------------- | -------------------- | -------------- | -------------------- | ---------------- | ------------ |  | ----------------- |
| 2017 |                 | 71e           | opgave               |                |                      | 9e               |              |  | 164e (UWT)        |
| 2018 | 93e             | 88e           | opgave               | 101e           |                      |                  |              |  | 136e (UWT)        |
| 2019 |                 | opgave        |                      |                |                      |                  |              |  |                   |
| 2020 | 139e            |               |                      |                |                      |                  |              |  |                   |
| 2021 |                 | 62e           |                      |                |                      | opgave           | 62e          |  |                   |
| 2022 | 28e             | 24e           |                      |                |                      |                  | 4e           |  |                   |
| 2023 | 48e             | opgave        |                      |                |                      |                  |              |  |                   |
| 2024 |                 |               |                      |                | opgave               |                  |              |  |                   |
| 2025 |                 |               |                      |                |                      |                  |              |  |                   |

## Ploegen
- 2017 –  UAE Team Emirates[2]
- 2018 –  UAE Team Emirates
- 2019 –  UAE Team Emirates
- 2020 –  Cofidis
- 2021 –  Cofidis
- 2022 –  Cofidis
- 2023 –  Cofidis
- 2024 –  Lidl-Trek
- 2025 –  Lidl-Trek

1908: Jones, Kingsbury, Meredith, Payne ·
1920: Magnani, Carli, Ferrario, Giorgetti ·
1924: De Martini, Dinale, Menegazzi, Zucchetti ·
1928: Facciani, Gaioni, Lusiani, Tasselli ·
1932: Pedretti, Borsari, Cimatti, Ghilardi ·
1936: Nizerhy, Charpentier, Goujon, Lapébie ·
1948: Decanali, Adam, Blusson, Coste ·
1952: Morettini, Campana, de Rossi, Messina ·
1956: Gasparella, Domenicali, Faggin, Gandini ·
1960: Vigna, Arienti, Testa, Vallotto ·
1964: Streng, Claesges, Henrichs, Link ·
1968: Lyngemark, Olsen, Asmussen, Jensen ·
1972: Schumacher, Colombo, Haritz, Hempel ·
1976: Vonhof, Braun, Lutz, Schumacher ·
1980: Manakov, Movtsjan, Ossokin, Petrakov ·
1984: Grenda, Turtur, Nichols, Woods ·
1988: Jekimov, Kasputis, Neljoebin, Oemaras ·
1992: Fulst, Glöckner, Lehmann, Steinweg ·
1996: Capelle, Ermenault, Monin, Moreau ·
2000: Fulst, Bartko, Becke, Lehmann ·
2004: Brown, McGee, Lancaster, Roberts ·
2008: Clancy, Manning, Thomas, Wiggins · 
2012: Burke, Clancy, Kennaugh, Thomas · 
2016: Burke, Clancy, Doull, Wiggins · 
2020: Consonni, Ganna, Lamon, Milan · 
2024:  Bleddyn, Welsford, Leahy, O'Brien
Aït el Abdia · Atapuma · Bono · Consonni · Conti · Costa · Đurasek · Ferrari · Ganna · Guardini · Kump · Laengen · Marcato · Meintjes · Mirza · Modolo · Mohorič · Mori · Niemiec · Petilli · Polanc · Ravasi · Swift · Troia  · Ulissi · Zurlo · Lizde (stagiair) · Raboesjenka (stagiair) · Romano (stagiair)
Aït el Abdia · Aru · Atapuma · Bono · Bystrøm · Consonni · Conti · Costa · Đurasek · Ferrari · Ganna · Kristoff  · Laengen · Marcato · Martin · Mirza · Mori · Niemiec · Petilli · Polanc · Ravasi · Raboesjenka · Sutherland · Swift · Troia  · Ulissi
Aru · Bohli · Bystrøm · Consonni · Conti · Costa · Đurasek · Ferrari · Gaviria · Henao · Kristoff · Laengen · Marcato · Martin · Mirza · Molano · Mori · Muñoz · I. Oliveira · R. Oliveira · Petilli · Philipsen · Pogačar · Polanc · Ravasi · Raboesjenka · Sutherland · Troia  · Ulissi
Allegaert · Barceló · Berhane · Claeys · Consonni · Edet · Finé · Haas · Hansen · Jesús Herrada · José Herrada · Lafay · Laporte · Le Turnier · Lemoine · Martin · Maté · Mathis · Morin · Perez · Périchon · Rossetto · Sabatini · Touzé · Vanbilsen · Vermote · A. Viviani · E. Viviani  · Prodhomme (stagiair) · Zanoncello (stagiair)
Allegaert · Barceló · Berhane · Bohli · Carvalho · Champion · Consonni · Drucker · Edet · Fernández · Finé · Geschke · Haas · Jesús Herrada · José Herrada · Lafay · Laporte · Martin · Morin · Perez · Périchon · Rochas · Sabatini · Sajnok · Vanbilsen · A. Viviani · E. Viviani · Wallays · Toumire (stagiair) · Zingle (stagiair) · Lebreton (stagiair)
Allegaert · Armée · Bidard · Bohli · Carvalho · Champion · Cimolai · Consonni · Coquard · Delettre · Fernández · Finé · Geschke · Jesús Herrada · José Herrada · Izagirre · Kreder · Lafay · Martin · Perez · Périchon · Renard · Rochas · Sajnok · Thomas · Toumire · Vanbilsen · Villella · Wallays · Walscheid · Zingle · Kolze Changizi (stagiair) · Lecamus-Lambert (stagiair) · Wood (stagiair)
Allegaert · Bidard · Carvalho · Champion · Cimolai · Consonni · Coquard · Delettre · Fernández · Finé · Geschke · Jesús Herrada · José Herrada · Izagirre · Kreder · Lafay · Lastra · Mariault · Martin · Noppe · Perez · Périchon · Renard · Rochas · Thomas · Toumire · Wallays · Walscheid · Wood · Zingle · Gudnitz (stagiair) · Knight (stagiair) · Larmet (stagiair)
Bagioli · Bernard · Cataldo · Ciccone · Consonni · Declercq · Felline · Geoghegan Hart · Ghebreigzabhier · Gibbons · Hoole · Kirsch · Konrad · López · Milan · Mollema · Mosca · Nys · Oomen · Pedersen · Simmons · Skjelmose · Skujiņš · Stuyven · Tesfatsion · Theuns · Vacek · Vergaerde · Verona · Ronhaar (stagiair)